# Casanegra (película de 2008)
Casanegra es una película de ficción marroquí del 2008 dirigida por Nour-Eddine Lakhmari. La película fue seleccionada para representar a Marruecos en la categoría de Óscar a la mejor película internacional la 83.ª edición de los Premios Óscar.

## Sinopsis
Dos amigos de la infancia, Karim y Adil, merodean por las calles de Casablanca, su ciudad natal. No hacen mucho, de hecho generan más bullicio en lugar de trabajar. También son soñadores desvergonzados, Karim cree en su 'historia de amor' con Nabila, una niña rica, y Adil contempla emigrar a Suecia pero nunca toma medidas. Un día, los dos amigos se ponen a toda velocidad metiéndose en una gran trampa.

## Premios, nominaciones y festivales
| Año  | Lugar                                      | País    | Categoría/Sección | Resultado | Notas |
| ---- | ------------------------------------------ | ------- | ----------------- | --------- | ----- |
| 2009 | Festival de cine independiente de Bruselas | Bélgica | Mejor película    | Ganador   | [ 5 ] |